# アマナズナ属
アマナズナ属 （学名：Camelina）はアブラナ科に属する植物の分類。

## 下位分類
- カメリナ・サティバ（和名：ナガミノアマナズナ） Camelina sativa - 「カメリナ・サティバ」あるいは単に「カメリナ」と呼ばれる植物で、小麦の輪作作物として知られる。種子から絞られる油は、亜麻薺油 (アマナズナ油、False flax oil) として利用される。またバイオディーゼル燃料の原料としても注目されている。
- アマナズナ Camelina alyssum
- ヒメアマナズナ Camelina microcarpa
- Camelina rumelica